# Bilbil rubinowy
Bilbil rubinowy (Rubigula gularis) – gatunek małego ptaka z rodziny bilbili (Pycnonotidae). Występuje w  południowo-zachodnich Indiach.
SystematykaDawniej takson ten był traktowany jako podgatunek Pycnonotus melanicterus. Na podstawie wyników badań przedstawionych w dwóch publikacjach w 2005 roku został podniesiony do rangi osobnego gatunku.
MorfologiaŻółty ptak z czarną głową, pomarańczowoczerwonym gardłem i białawą tęczówką. Słabo zaznaczony grzebień.
Ekologia i zachowanieWystępuje w lasach i gęstych zaroślach południowo-zachodnich Indii (Ghaty Zachodnie). Buduje gniazda na krzewach, znosząc od dwóch do czterech jaj. Żywi się owadami i owocami (np. figami).
StatusMiędzynarodowa Unia Ochrony Przyrody (IUCN) uznaje bilbila rubinowego za gatunek najmniejszej troski (LC, least concern). Liczebność populacji nie została oszacowana, aczkolwiek ptak ten opisywany jest jako zazwyczaj pospolity. Trend liczebności populacji uznaje się za spadkowy ze względu na wylesianie w obrębie jego zasięgu występowania.